# Championnats de France de patinage artistique 1986
Navigation
Championnats de France 1985 Championnats de France 1987
Les championnats de France de patinage artistique 1986 ont eu lieu du 13 au 15 décembre 1985 à la patinoire de Franconville pour 3 épreuves : simple messieurs, simple dames et couple artistique. 
La patinoire Charlemagne à Lyon a accueilli l'épreuve de danse sur glace en octobre 1985.

## Faits marquants
- Ce sont les premiers championnats de France des danseurs sur glace Isabelle Duchesnay / Paul Duchesnay. L'année précédente, ils participaient aux championnats canadiens. L'accueil du milieu de la danse française à Lyon lors de ces championnats de France est un peu froid. Ils remportent le titre national mais les deux autres couples arrivés 2e et 3e protestent sur le podium en arborant des tee-shirts imprimés où il est écrit : "Merci la France!"[1]

## Podiums
| Épreuves                            | Or                                  | Argent                             | Bronze                           |
| Messieurs résultats détaillés       | Laurent Depouilly                   | Philippe Roncoli                   | Frédéric Harpagès                |
| Dames résultats détaillés           | Agnès Gosselin                      | Florence Copp                      | Nathalie Duquesne                |
| Couples résultats détaillés         | Sylvie Vaquero / Didier Manaud      | Christine Plisson / Gilles Chauvet | Céline Cloix / Nicolas Desquenne |
| Danse sur glace résultats détaillés | Isabelle Duchesnay / Paul Duchesnay | Isabelle Cousin / Martial Mette    | Agnès Mommeja / Éric Mommeja     |

## Détails des compétitions
(Détails des compétitions encore à compléter)

### Messieurs
| Rang | Nom               | Club               | pts  |
| ---- | ----------------- | ------------------ | ---- |
| 1    | Laurent Depouilly | CSG Franconville   | 4.4  |
| 2    | Philippe Roncoli  | Chamonix           | 5,4  |
| 3    | Frédéric Harpagès | St-Ouen            | 6.2  |
| 4    | Fernand Fédronic  | Champigny          | 6.8  |
| 5    | Florian Lemaître  | Champigny          | 7.2  |
| 6    | Frédéric Lipka    | Valenciennes       | 13.4 |
| 7    | Eric Millot       | Reims              | 15.6 |
| 8    | Fabrice Moriceau  | Le Vésinet         | 15.8 |
| 9    | Rudy Luccioni     | Champigny          | 16.4 |
| 10   | Fabrice Bicocchi  | Rouen Olympic Club | 18.8 |

### Dames
| Rang | Nom               |
| ---- | ----------------- |
| 1    | Agnès Gosselin    |
| 2    | Florence Copp     |
| 3    | Nathalie Duquesne |
| ...  |                   |

### Couples
| Rang | Nom                                |
| ---- | ---------------------------------- |
| 1    | Sylvie Vaquero / Didier Manaud     |
| 2    | Christine Plisson / Gilles Chauvet |
| 3    | Céline Cloix / Nicolas Desquenne   |

### Danse sur glace
| Rang | Nom                                 |
| ---- | ----------------------------------- |
| 1    | Isabelle Duchesnay / Paul Duchesnay |
| 2    | Isabelle Cousin / Martial Mette     |
| 3    | Agnès Mommeja / Éric Mommeja        |
| ...  |                                     |

## Sources
- Le livre d'or du patinage d'Alain Billouin, édition Solar, 1999